# Jarmark (album)
Jarmark – czwarty album studyjny polskiego rapera Taco Hemingwaya. Wydawnictwo ukazało się 28 sierpnia 2020 roku nakładem 2020. Nagrania zostały udostępnione na stronie internetowej rapera i w serwisie YouTube. Materiał, nagrany w 2020 roku, został wyprodukowany przez wielu producentów. Album reprezentuje stylistykę hip-hopową z wpływami alternatywnego hip-hopu. Główną tematyką tekstów są rozterki o kraju, tematy polityczne oraz problemy młodego społeczeństwa.
Jarmark spotkał się ze średnim przyjęciem krytyków muzycznych. Recenzenci pochwalili artystę za poruszenie problemów politycznych Polaków, ale zarzucali raperowi ilość populistycznych wersów. Album odniósł mniejszy sukces komercyjny niż poprzednie, chociaż również spory. Zadebiutował na pierwszym miejscu ogólnopolskiej listy sprzedaży OLiS, rozchodząc się w ponad 60 000 egzemplarzach i spędzając ponad 50 tygodni na liście. Ponadto, był to ósmy najlepiej sprzedający się album 2020 roku w Polsce.
W ramach promocji wydawnictwa Hemingway wyruszył w trasę koncertową 2020/2021/2022 Tour, obejmującą największe miasta Polski.

## Geneza, nagranie i wydanie
10 lipca 2020 roku, dzień przed cisza wyborczą, ukazuje się singiel pt. „Polskie tango”, który przedstawia polską mentalność, wyraża zmartwienie stanem kraju i nawiązuje do sytuacji politycznej w Polsce, krytykując ją. Singiel zapowiedział albumu pt. Jarmark, na lato 2020 roku. Singiel osiągnął wysoki sukces komercyjny, głośno odbijając się w mediach. 28 lipca raper za pomocą serwisu Instagram ogłosił, że premiera płyt została przesunięta z lipca na przełom sierpnia/września. 31 lipca ukazała się okładka płyty, autorstwa Partyki, któremu to zarzucono plagiat z dzieła pracy amerykańskiej fotograf – Alex Prager. Autor okładki wydał oświadczenie iż praca Alex była tylko inspiracją i zostaje to wspominanie w wersji fizycznej płyty. Ostatecznie album ukazał się z inną okładką.
28 sierpnia 2020 roku raper znów niespodziewanie wydał album pt. Jarmark, udostępniając go w serwisach streamingowych oraz za darmo do pobrania na swojej stronie internetowej. 4 września album trafił do sprzedaży w wersji fizycznej, w sklepach w całej Polsce. 14 stycznia 2021 roku album ukazał się w wersji winylowej.

## 2020/2021/2022 Tour
Trasa koncertowa polskiego rapera Taco Hemingwaya. Zapis stylizowany 2020/2021/2022 Tour. Trasa została przekształcona z Pocztówka z Polski Tour. Odbyła się między 7 maja a 11 czerwca 2022 roku. Promowała albumy Pocztówka z WWA, lato '19, Jarmark oraz Europa.

### Lista koncertów
| Data            | Miejscowość | Państwo | Obiekt          |
| --------------- | ----------- | ------- | --------------- |
| 7 maja 2022     | Katowice    | Polska  | MCK             |
| 8 maja 2022     | Kraków      | Polska  | Tauron Arena    |
| 14 maja 2022    | Wrocław     | Polska  | Hala stulecia   |
| 15 maja 2022    | Łódź        | Polska  | Wytwórnia       |
| 20 maja 2022    | Toruń       | Polska  | Toruń Arena     |
| 22 maja 2022    | Rzeszów     | Polska  | Millenium Hall  |
| 27 maja 2022    | Szczecin    | Polska  | Netto Arena     |
| 28 maja 2022    | Gdańsk      | Polska  | S1              |
| 3 czerwca 2022  | Lublin      | Polska  | Targi Lublin    |
| 10 czerwca 2022 | Warszawa    | Polska  | Lotnisko Bemowo |
| 11 czerwca 2022 | Poznań      | Polska  | Malta           |

## Odbiór

### Krytyczny
Album spotkał się z mieszanym przyjęciem krytyków muzycznych. Redaktor Bartłomiej Ciepłota z portalu Glamrap przyznał albumowi tylko 4.3 gwiazdki w skali na 10. Krytyk zarzucił albumowi masę populizmów oraz brak odkrywczych spojrzeń na sytuację w kraju. W swojej recenzji napisał: „Jarmark, który miał skupiać się lirycznie nad polską rzeczywistością, to goniące się w tańcu populizmy.”. Krytyk Kamil WIlk z portalu Wybieram Kulturę przyznał albumowi 7.5/10, w swojej recenzji ocenił płytę dość pozytywnie, jednak dodał, że daleko jej jakością do pierwszych nagrań rapera. Kondrad Chwast z portalu spidersweb ocenił album na dwie gwiazdki w skali na pięć. Zarzucił raperowi, iż w tekstach o sobie odnajduje się o wiele lepiej niż w opisywaniu naszego kraju, zarzucając mu wnioskowanie błahych treści. Krytyk Rafał Samborski z portalu interia.pl ocenił dosyć surowo album dając mu tylko pięć gwiazdek, podobnie jak poprzedni zarzucając mu masę populizmów. Stwierdził, że takimi tekstami może trafić tylko do młodszych odbiorców, a starsi nie odkryją na albumie nic nowego. Bartek Ciechiński z gazety Polityka przyznał albumowi trzy gwiazdki na sześć, a w swojej recenzji dodał, że choć tekstowo raper wypada świetnie, muzycznie jest już gorzej.

### Komercyjny
Album rozszedł się w dniu premiery w 15 tys. egzemplarzy i zadebiutował na pierwszym miejscu listy OLiS i utrzymał się na niej przez 17 tygodni. 24 września ZPAV oficjalnie przyznało mu status złotej płyty. Największym sukcesem płyty okazał się singel Polskie tango, które pobiło rekordy Spotify i YouTube, stając się jednym z najpopularniejszych utworów artysty. Do 10 listopada 2021 roku album rozszedł się w 30 tys. egzemplarzy i uzyskał status platynowej płyty. Został również nominowany do nagrody Fryderyka 2021, w kategorii Album roku hip-hop.

### Nagrody i nominacje
| Rok  | Kategoria          | Nagroda        | Rezultat  |
| ---- | ------------------ | -------------- | --------- |
| 2021 | Album roku hip-hop | Fryderyki 2021 | Nominacja |

## Lista utworów
| Nr  | Tytuł utworu                                              | Tekst                              | Produkcja | Długość |
| --- | --------------------------------------------------------- | ---------------------------------- | --------- | ------- |
| 1.  | „Łańcuch I: Kiosk” (z gościnnym udziałem Artura Rojka)    | Filip Szcześniak                   | Rumak     | 2:22    |
| 2.  | „Panie, to Wyście!”                                       | Filip Szcześniak                   | Pejzaż    | 3:45    |
| 3.  | „Polskie Tango”                                           | Filip Szcześniak                   | Lanek     | 3:03    |
| 4.  | „Influenza” (z gościnnym udziałem Grubego Mielzkiego)     | Filip Szcześniak, Tomasz Mielewski | Borucci   | 4:28    |
| 5.  | „Nie mam czasu” (z gościnnym udziałem CatchUpa)           | Filip Szcześniak, CatchUp          | Rumak     | 3:22    |
| 6.  | „Łańcuch II: Korek” (z gościnnym udziałem Artura Rojka)   | Filip Szcześniak                   | Rumak     | 2:22    |
| 7.  | „Dwuzłotówki Dancing”                                     | Filip Szcześniak                   | Rumak     | 4:44    |
| 8.  | „POL Smoke”                                               | Filip Szcześniak                   | Borucci   | 3:33    |
| 9.  | „W.N.P.”                                                  | Filip Szcześniak                   | CatchUp   | 3:23    |
| 10. | „1990s Utopia” (z gościnnym udziałem Katarzyny Kowalczyk) | Filip Szcześniak                   | Pejzaż    | 4:00    |
| 11. | „Szczękościsk”                                            | Filip Szcześniak                   | Rumak     | 3:58    |
| 12. | „Łańcuch III: Korpo” (z gościnnym udziałem Artura Rojka)  | Filip Szcześniak                   | Rumak     | 2:25    |
|     |                                                           |                                    |           | 41:25   |

| Edycja limitowana | Edycja limitowana                                         | Edycja limitowana                  | Edycja limitowana | Edycja limitowana |
| Nr                | Tytuł utworu                                              | Tekst                              | Produkcja         | Długość           |
| ----------------- | --------------------------------------------------------- | ---------------------------------- | ----------------- | ----------------- |
| 1.                | „Łańcuch I: Kiosk” (z gościnnym udziałem Artura Rojka)    | Filip Szcześniak                   | Rumak             | 2:22              |
| 2.                | „Panie, to Wyście!”                                       | Filip Szcześniak                   | Pejzaż            | 3:45              |
| 3.                | „Polskie Tango”                                           | Filip Szcześniak                   | Lanek             | 3:03              |
| 4.                | „Influenza” (z gościnnym udziałem Grubego Mielzkiego)     | Filip Szcześniak, Tomasz Mielewski | Borucci           | 4:28              |
| 5.                | „Nie mam czasu” (z gościnnym udziałem CatchUpa)           | Filip Szcześniak, CatchUp          | Rumak             | 3:22              |
| 6.                | „Łańcuch II: Korek” (z gościnnym udziałem Artura Rojka)   | Filip Szcześniak                   | Rumak             | 2:22              |
| 7.                | „Dwuzłotówki Dancing”                                     | Filip Szcześniak                   | Rumak             | 4:44              |
| 8.                | „POL Smoke”                                               | Filip Szcześniak                   | Borucci           | 3:33              |
| 9.                | „W.N.P.”                                                  | Filip Szcześniak                   | CatchUp           | 3:23              |
| 10.               | „1990s Utopia” (z gościnnym udziałem Katarzyny Kowalczyk) | Filip Szcześniak                   | Pejzaż            | 4:00              |
| 11.               | „Szczękościsk”                                            | Filip Szcześniak                   | Rumak             | 3:58              |
| 12.               | „Łańcuch III: Korpo” (z gościnnym udziałem Artura Rojka)  | Filip Szcześniak                   | Rumak             | 2:25              |
| 13.               | „Sznycel”                                                 | Filip Szcześniak                   | Rumak             | 3:16              |
|                   |                                                           |                                    |                   | 44:41             |

## Sprzedaż

### Pozycje w notowaniach OLiS
OLiS jest ogólnopolskim notowaniem, tworzonym przez agencję TNS Polska na podstawie sprzedaży albumów muzycznych na nośnikach fizycznych (od tygodnia 18 lista uwzględnia informacje o pobraniach w formacie digital download czy odtworzeniach w serwisach streamingowych).
| Tydzień | 1      | 2      | 3      | 4      | 5      | 6      | 7      | 8      | 9      | 10     | 11     | 12     | 13     | 14     | 15     | 16     |
| ------- | ------ | ------ | ------ | ------ | ------ | ------ | ------ | ------ | ------ | ------ | ------ | ------ | ------ | ------ | ------ | ------ |
| Pozycja | 1      | 6      | 7      | 11     | 11     | 12     | 20     | 25     | 21     | 33     | 33     | 38     | 35     | 34     | 42     | 46     |
| Źródło  | [ 17 ] | [ 18 ] | [ 19 ] | [ 20 ] | [ 21 ] | [ 22 ] | [ 23 ] | [ 24 ] | [ 25 ] | [ 26 ] | [ 27 ] | [ 28 ] | [ 29 ] | [ 30 ] | [ 31 ] | [ 32 ] |
| Tydzień | 17     | 18     | 19     | 20     | 21     | 22     | 23     | 24     | 25     | 26     | 27     | 28     | 29     | 30     | 31     | 32     |
| Pozycja | 12     | 96     | 87     | 81     | 91     | 100    | 98     | 92     | 99     | 99     | 71     | 85     | 97     | 80     | 80     | 49     |
| Źródło  | [ 33 ] | [ 34 ] | [ 34 ] | [ 34 ] | [ 34 ] | [ 34 ] | [ 34 ] | [ 34 ] | [ 34 ] | [ 34 ] | [ 34 ] | [ 34 ] | [ 34 ] | [ 34 ] | [ 34 ] | [ 34 ] |
| Tydzień | 33     | 34     | 35     | 36     | 37     | 38     | 39     | 40     | 41     | 42     | 43     | 44     | 45     | 46     | 47     | 48     |
| Pozycja | 54     | 55     | 66     | 36     | 46     | 45     | 56     | 55     | 48     | 41     | 57     | 42     | 51     | 51     | 63     | 57     |
| Tydzień | 49     | 50     | 51     | 52     | 53     | 54     | 55     | 56     | 57     | 58     | 59     | 60     | 61     | 62     | 63     | 64     |
| Pozycja | 76     | 66     | 85     | 94     | 98     | 80     | 37     | 58     | 77     | 61     | 79     | 34     | 84     |        |        |        |

| Miesiąc       | Pozycja |
| ------------- | ------- |
| Wrzesień 2020 | 1       |

| Rok  | Pozycja |
| ---- | ------- |
| 2020 | 8       |
| 2024 | 75      |

### Certyfikaty ZPAV
Certyfikaty sprzedaży są wystawiane przez Związek Producentów Audio-Video za osiągnięcie określonej liczby sprzedanych egzemplarzy, obliczanej na podstawie kupionych kopii fizycznych i cyfrowych, a także odtworzeń w serwisach streamingowych.
| Certyfikat         | Liczba egzemplarzy | Data              |        |
| ------------------ | ------------------ | ----------------- | ------ |
| złota płyta        | 15 000             | 24 września 2020  | [ 15 ] |
| platynowa płyta    | 30 000             | 10 listopada 2021 | [ 39 ] |
| 2× platynowa płyta | 60 000             | 6 marca 2024      | [ 40 ] |

## Historia wydania
| Data             | Format                       | Wytwórnia |       |
| ---------------- | ---------------------------- | --------- | ----- |
| 28 sierpnia 2020 | streaming · digital download | 2020      | [ 1 ] |
| 4 września 2020  | CD                           | 2020      | [ 1 ] |
| 14 stycznia 2021 | winyl                        | 2020      | [ 8 ] |

## Personel
Za powstanie albumu odpowiedzialne są następujące osoby:

- Filip Szcześniak – słowa, rap, śpiew
- Masik Production – projekt graficzny
- Rafał Smoleń – miksowanie, mastering
- Jan Kwapisz – realizacja nagrań
- Łukasz Partyka, Ania Witko – art direction
- Marcin Kempski – zdjęcia
- Artur Rojek – gościnnie w utworze „Łańcuch I: Kiosk”, „Łańcuch II: Korek” i „Łańcuch III: Korpo”
- Gruby Mielezky – gościnnie w utworze „Influenza”
- Katarzyna Kowalczyk – gościnnie w utworze „1990s Utopia”
- Tomasz Knapik – lektor gościnnie w utworze „Łańcuch I: Kiosk”, „Łańcuch II: Korek” i „Łańcuch III: Korpo”
- Łona – słowa gościnnie w utworze „Polskie Tango”
- Steez – słowa gościnnie w utworze „Nie mam czasu”
- Maciej „Rumak” Ruszecki – produkcja utworów „Łańcuch I: Kiosk”, „Łańcuch II: Korek”, „Łańcuch III: Korpo”, „Nie mam czasu”, „Dwuzłotówki dancing”, „Szczękościk” i „Sznycel”
- Lanek – produkcja utworu „Polskie tango”
- Borucci – produkcja utworów „Influenza” oraz „POL Smoke”
- Pejzaż – produkcja utworów „Panie, to Wyście!” i „1990s Utopia”
- CatchUp – produkcja utworu „W.N.P.”

Nagrań dokonano w Studiu Nagrywarka w Warszawie.